# Fismes
 Fismes  es una población y comuna francesa, en la región de Gran Este, departamento de Marne, en el distrito de Reims y cantón de Fismes.

## Demografía
| 3490 | 3634 | 4233 | 4674 | 5286 | 5313 |
| Para los censos de 1962 a 1999 la población legal corresponde a la población sin duplicidades (Fuente: INSEE [Consultar]) |      |      |      |      |      |

## Personas vinculadas
- Albert Uderzo, dibujante.